# Grzegorz (Wachnin)
Grzegorz, imię świeckie Gieorgij Pietrowicz Wachnin (ur. 11 kwietnia?/23 kwietnia 1865 w Babkach, w guberni charkowskiej, zm. po 1919) – rosyjski biskup prawosławny.

## Życiorys
Był synem kapłana prawosławnego. Wykształcenie teologiczne zdobył w seminarium duchownym w Charkowie, a następnie w Moskiewskiej Akademii Duchownej. Nie przyjął jednak święceń kapłańskich natychmiast po uzyskaniu dyplomu w 1891, lecz podjął pracę jako urzędnik w kancelarii gubernatora charkowskiego. Rozczarowany pracą urzędniczą, został nauczycielem, a w latach 1900-1901 kierował klasami handlowymi towarzystwa kupieckiego w Charkowie. Rok później wstąpił do Świętogórskiego Monasteru Zaśnięcia Matki Bożej, podległego eparchii charkowskiej, i tam 13 sierpnia 1901 złożył wieczyste śluby mnisze, przyjmując imię zakonne Grzegorz.
W 1902 wyjechał na Kaukaz. Początkowo pracował jako wykładowca i inspektor w Aleksandrowskim misyjnym seminarium duchownym w Ardonie. Trzy lata później został jego rektorem, otrzymując równocześnie godność archimandryty. W tym samym roku został przeniesiony na analogiczne stanowisko w seminarium duchownym w Tyflisie, gdzie wzniósł nowy budynek seminarium.
6 kwietnia 1907 Świątobliwy Synod Rządzący nominował go na biskupa pomocniczego eparchii kartlijskiej i kachetyńskiej z tytułem biskupa bakijskiego. O udzielenie mu nominacji ubiegał się osobiście egzarcha Gruzji, arcybiskup Nikon, w planach którego nowy hierarcha miał opiekować się Rosjanami zamieszkującymi Kaukaz. Chirotonia biskupia archimandryty Grzegorza odbyła się w petersburskiej Ławrze św. Aleksandra Newskiego 9 maja 1907. Okres jego działalności na Kaukazie, jako biskupa pomocniczego, przypadł na czas zaostrzenia walki politycznej między caratem a organizacjami niepodległościowymi narodów kaukaskich. Gdy 28 maja 1908 egzarcha Nikon został zamordowany, biskup Grzegorz do grudnia roku następnego był locum tenens eparchii kartlijskiej i kachetyńskiej.
W grudniu 1910 Świątobliwy Synod Rządzący wyznaczył go na biskupa orłowskiego i siewskiego. Od momentu przybycia na nową katedrę w lutym 1911 biskup Grzegorz odbył szereg podróży po całej administraturze, organizował wieczory muzyczne i literackie w szkołach, opiekował się wdowami i sierotami po duchownych. Po wybuchu I wojny światowej organizował zbiórki pieniężne, tworzył szpitale polowe i udostępniał mieszkania dla uchodźców, przeznaczył na ten cel dotychczasową rezydencję biskupią. W styczniu 1917 odszedł w stan spoczynku z powodu złego stanu zdrowia. Zamieszkał wówczas w monasterze Zaśnięcia Matki Bożej, w którym rozpoczynał życie mnisze.
Okoliczności jego śmierci nie są znane. Zmarł prawdopodobnie po 1919.